# 刘民复
刘民复（1938年2月—），湖南人，中华人民共和国政治人物，中国国民党革命委员会党员，曾任民革中央副主席。爱国将领、原全国政协副主席刘斐之子。